# Liste des monuments nationaux du district de Vila Real
Cet article recense les monuments nationaux du district de Vila Real, au Portugal.

## Liste
| Site                                                        | Municipalité         | Identifiant | Coordonnées                        | Image |
| ----------------------------------------------------------- | -------------------- | ----------- | ---------------------------------- | ----- |
| Anta de Fonte Coberta                                       | Alijó                | 70347       | 41° 20′ 05″ nord, 7° 28′ 18″ ouest |       |
| Église São João Batista de Cimo de Vila da Castanheira (pt) | Chaves               | 70324       | 41° 47′ 55″ nord, 7° 16′ 05″ ouest |       |
| Pont de Chaves                                              | Chaves               | 70611       | 41° 44′ 18″ nord, 7° 28′ 02″ ouest |       |
| Fort de São Francisco                                       | Chaves               | 70655       | 41° 44′ 35″ nord, 7° 28′ 09″ ouest |       |
| Fort de São Neutel                                          | Chaves               | 70655       | 41° 45′ 00″ nord, 7° 28′ 04″ ouest |       |
| Château de Chaves                                           | Chaves               | 70655       | 41° 44′ 22″ nord, 7° 28′ 18″ ouest |       |
| Château de Santo Estêvão                                    | Chaves               | 71121       | 41° 45′ 34″ nord, 7° 25′ 04″ ouest |       |
| Château de Monforte (Chaves)                                | Chaves               | 73390       | 41° 45′ 44″ nord, 7° 21′ 22″ ouest |       |
| Thermes romains de Chaves                                   | Chaves               | 13214032    | 41° 44′ 22″ nord, 7° 28′ 05″ ouest |       |
| Pont romain de Mondim de Basto                              | Mondim de Basto      | 70692       | 41° 23′ 59″ nord, 7° 57′ 20″ ouest |       |
| Château de Montalègre                                       | Montalegre           | 70167       | 41° 49′ 34″ nord, 7° 47′ 28″ ouest |       |
| Bornes milliaires de la voie romaine de Braga à Chaves      | Montalegre           | 70426       | 41° 42′ 24″ nord, 7° 56′ 16″ ouest |       |
| Monastère Santa Maria das Júnias (pt)                       | Montalegre           | 70493       | 41° 49′ 52″ nord, 7° 56′ 33″ ouest |       |
| Église São Vicente da Chã                                   | Montalegre           | 71129       | 41° 47′ 05″ nord, 7° 47′ 07″ ouest |       |
| Pelourinho de Murça (pt)                                    | Murça                | 69847       | 41° 24′ 29″ nord, 7° 27′ 14″ ouest |       |
| Site archélogique d'Alto da Fonte do Milho                  | Peso da Régua        | 70168       | 41° 10′ 04″ nord, 7° 42′ 06″ ouest |       |
| Antas da Serra do Alvão (pt)                                | Vila Pouca de Aguiar | 70580       | 41° 29′ 31″ nord, 7° 43′ 17″ ouest |       |
| Château de Pena de Aguiar                                   | Vila Pouca de Aguiar | 71205       | 41° 28′ 10″ nord, 7° 40′ 49″ ouest |       |
| Église São Domingos de Vila Real (pt)                       | Vila Real            | 69794       | 41° 17′ 47″ nord, 7° 44′ 48″ ouest |       |
| Sanctuaire de Panóias                                       | Vila Real            | 70273       | 41° 17′ 00″ nord, 7° 47′ 55″ ouest |       |
| Tour de Quintela                                            | Vila Real            | 70323       | 41° 17′ 51″ nord, 7° 46′ 50″ ouest |       |
| Palais de Mateus                                            | Vila Real            | 71128       | 41° 17′ 49″ nord, 7° 42′ 45″ ouest |       |
| Chapelle São Brás de São Dinis (pt)                         | Vila Real            | 71136       | 41° 17′ 30″ nord, 7° 44′ 48″ ouest |       |